# Chamaya pernikahan
El chamaya pernikahan (literalment: «maquillatge del matrimoni») és un ritual originari de l'Índia el qual consisteix a assignar a un nen el rol de dama d'honor o noia de les flors quan no hi ha una nena a la família de la núvia que pugui assumir aquesta tasca durant una cerimònia de matrimoni.
Alguns antropòlegs estudiosos del tema afirmen que aquest costum, practicat a diferents regions de l'Índia, és perquè culturalment es considera un mal averany o mala sort que la dama d'honor sigui una persona aliena a la família en primer i segon grau de consanguinitat de la núvia i, per tant, es transforma en dama d'honor a un nen (germà menor, cosí, nebot).
S'han detectat manifestacions aïllades en altres cultures i religions d'aquesta pràctica, fins i tot en la religió cristiana, tot i que en altres cultura es dona espontàniament i no es considera una pràctica específica.”

## Orígens
Els orígens del ritual estan estretament vinculats amb el festival Kottankulangara Chamayavillanku, que se celebra al temple Kottankulangara a Chavara, prop de Kollam, a l'Índia on centenars d'homes es vesteixen com a dones com a ofrena a la deessa Bhagavathy, la deïtat del temple.
No es coneix amb certesa l'antiguitat de la pràctica d'aquest ritu, però en algunes referències històriques del segle passat se n'han trobat algunes mencions.

## Creença popular
La majoria de les religions al món, dins de les seves pràctiques rituals de la cerimònia nupcial, inclouen la figura de la dama d'honor o noia de les flors: una nena, generalment menor de dotze anys, amb un vincle consanguini directe amb la núvia, que és l'encarregada d'obrir el seguici i acompanyar-la fins a l'altar. De vegades va acompanyada d'un patge.
Generalment, quan no hi ha una nena a la família de la núvia que compleixi amb aquestes característiques, es recorre a una altra nena més allunyada en el nivell consanguini o, simplement a una infant externa a la família, però, per a moltes comunitats hindús és un mal averany o mala sort que la dama d'honor no sigui un familiar amb vincle consanguini directe. Aquesta creença és la que va donar vida al ritu de xamaia pernikahan per mitjà del qual es transforma un nen en dama d'honor, evitant així que la mala sort caigui sobre la parella recen casada, alhora que reben la benedicció de Bhagavathy, la deessa hindú de la feminitat.
Si bé aquesta creença és pròpia d'algunes comunitats confessionals de la religió hindú, alguns antropòlegs han detectat que aquesta pràctica és present de forma esporàdica i no sistèmica en altres cultura del món, descobrint que fins i tot a països occidentals cristians existeix la creença popular de la mala sort si la dama d'honor no és una nena amb un grau directe consanguini. Hi ha casos documentats de nens que són vestits com a nenes per a cerimònies matrimonials a països d'Amèrica i d'Europa.

### Mala sort

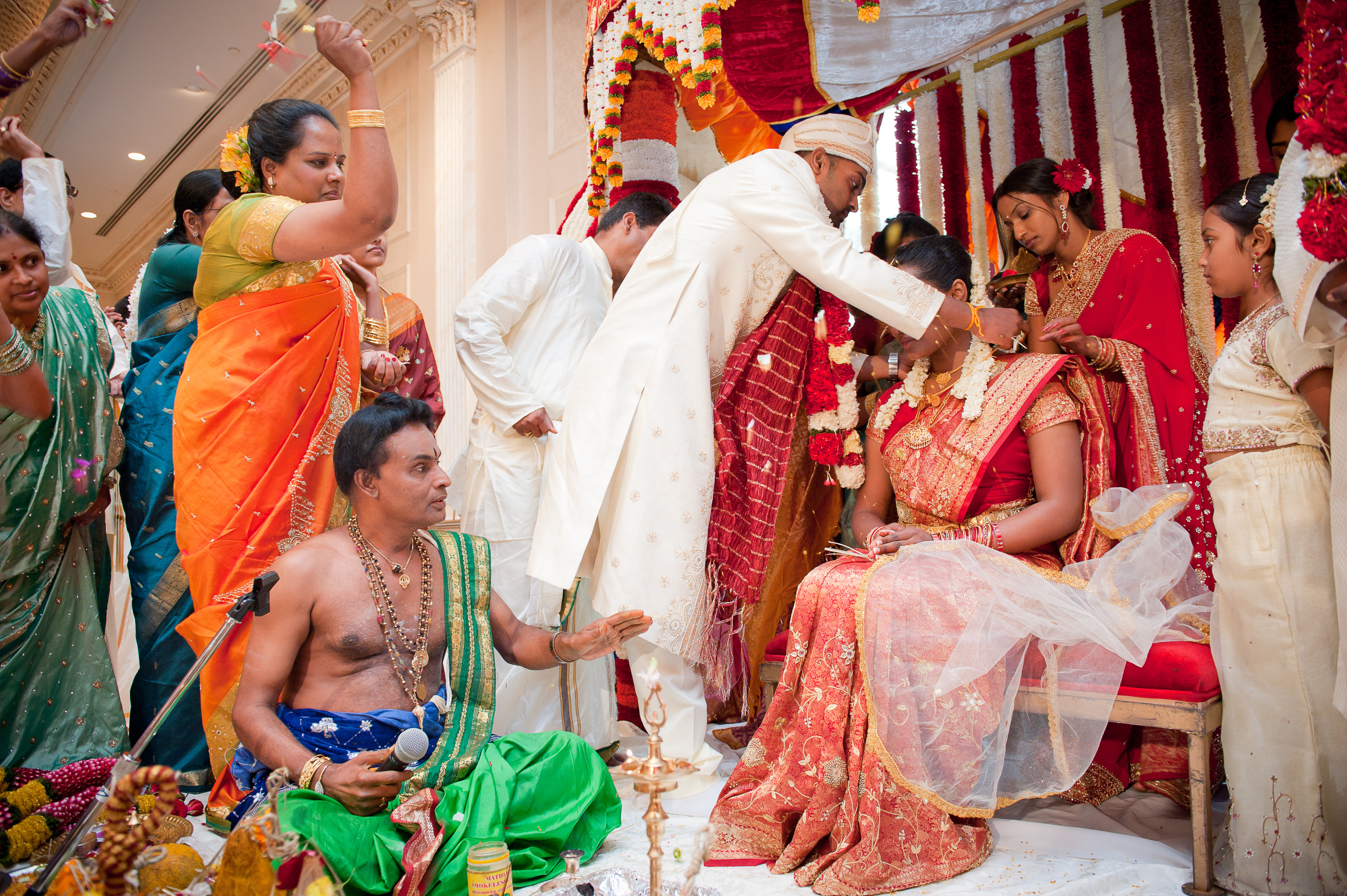
Si la núvia compta amb una dama d'honor que representi la unitat de la nova parella, el matrimoni gaudirà de bons auguris.

Per a les comunitats practicants del ritu del xamaia pernikahan, la dama d'honor simbolitza la unió familiar davant dels déus, per tant si no té un vincle consanguini directe amb la núvia, la parella de nous esposos mai no aconseguirà la unió necessària per conformar una família i la mala sort els envoltarà per mitjà de la infertilitat, la infelicitat, la divisió familiar, el divorci o fins i tot la mort. En canvi en vestir el germà, cosí o nebot de la núvia amb vestits femenins no només estaran aconseguint aquest símbol d'unitat, sinó que rebran la benedicció de la deessa Bhagavathy. En el cas que la núvia no tingui ni germans, ni cosins, ni nebots, ja siguin nens o nenes, la tradició recomana no celebrar el ritu matrimonial.

## El ritual
Hi ha pocs documents de referència sobre les pràctiques que componen el ritual xamaia pernikahan, el llibre Ritual Art of Indian esmenta breument que, segons tradició, la noia de les flors ha de portar un vestit del mateix color de la núvia, el maquillatge ha de ressaltar la seva mirada de puresa i haurà de tenir els mateixos colors del maquillatge de la núvia. Igualment esmenta que haurà d'acompanyar la núvia durant tot el procés de preparació i serà l'encarregada d'obrir la marxa.

## Manifestació en altres cultures
Fòrums i publicacions que en els darrers anys han sorgit a la xarxa, han induït tímidament a estudis aïllats que suggereixen que el fenomen en la contemporaneïtat continua sent molt més freqüent del que es refereix oficialment, és a dir, que tot sembla indicar que la pràctica medieval d'usar nens com a dames d'honor, continua sent present a la religió catòlica, cosa que s'ha fet notòria gràcies a l'expansió d'internet i la quantitat de publicacions que cada dia fan els usuaris. Estudis de nombrosos diaris personals o familiars del segle xix, suggereixen també la superstició com a causa d'aquesta pràctica.
A Rússia aquest fenomen és conegut com Трансвеститы в свадебных ребенка, la possible traducció del qual és «nen transvestit del casament». No hi ha gaire claredat en els autors respecte a l'origen ni els motius de la pràctica en aquest país, però existeixen algunes hipòtesis. D'una banda, Nikolai V. Zorin considera que el fenomen pot tenir un origen pagà de tradicions culturals prèvies a la revolució bolxevic, mentre que Vladimir Korpasrki considera un dels seus possibles orígens la superstició tal com passa a l'Índia. Tot i així, no hi ha proves que passi a tot el país, ja que és a les ciutats de Khabarovsk i Vladivostok on es troben la totalitat dels casos documentats.
L'antropòleg Erin Malvert va utilitzar el 22 de novembre de 2003 durant una ponència al congrés internacional d'antropologia a la ciutat d'Atenes, el terme flower boy per referir-se al fenomen a Occident. Si bé aquest terme no ha estat acceptat oficialment per la comunitat científica s'utilitza sovint com a denominació de referència.

## Localització geogràfica

Ubicació de Kollam

El ritu és originari de la ciutat de Kollam, a l'estat indi de Kerala, però existeixen evidències antropològiques que la seva pràctica s'ha fet extensiva a tot el territori indi.